# National Rugby League 1966
La New South Wales Rugby Football League de 1966 fue la 59.ª edición del torneo de rugby league más importante de Australia.

## Formato
Los clubes se enfrentaron en una fase regular de todos contra todos, los cinco equipos mejor ubicados al terminar esta fase clasificaron a la postemporada.
Se otorgaron 2 puntos por el triunfo, 1 por el empate y ninguno por la derrota.

## Desarrollo

### Tabla de posiciones
| Pos. | Equipo                        | Encuentros | Encuentros | Encuentros | Encuentros | Tantos | Tantos | Tantos | Puntos |
| Pos. | Equipo                        | PJ         | PG         | PE         | PP         | F      | C      | Dif    | Puntos |
| ---- | ----------------------------- | ---------- | ---------- | ---------- | ---------- | ------ | ------ | ------ | ------ |
| 1    | St. George Dragons            | 18         | 13         | 1          | 4          | 331    | 156    | +175   | 27     |
| 2    | Balmain Tigers                | 18         | 12         | 0          | 6          | 279    | 203    | +76    | 24     |
| 3    | Manly-Warringah Sea Eagles    | 18         | 11         | 0          | 7          | 348    | 256    | +92    | 22     |
| 4    | Newtown Jets                  | 18         | 10         | 0          | 8          | 261    | 249    | +12    | 20     |
| 5    | Western Suburbs Magpies       | 18         | 10         | 0          | 8          | 228    | 241    | -13    | 20     |
| 6    | South Sydney Rabbitohs        | 18         | 9          | 0          | 9          | 263    | 228    | +35    | 18     |
| 7    | Parramatta Eels               | 18         | 8          | 2          | 8          | 236    | 232    | +4     | 18     |
| 8    | Canterbury-Bankstown Bulldogs | 18         | 8          | 0          | 10         | 244    | 295    | -51    | 16     |
| 9    | North Sydney Bears            | 18         | 7          | 1          | 10         | 282    | 313    | -31    | 15     |
| 10   | Eastern Suburbs               | 18         | 0          | 0          | 18         | 147    | 446    | -299   | 0      |

|  | Postemporada. |

### Postemporada

#### Playoff
| 23 de agosto | Newtown Jets | 20 - 5 | Western Suburbs Magpies |  |  |

#### Semifinales
| 27 de agosto | Manly-Warringah Sea Eagles | 10 - 9 | Newtown Jets |  |  |

| 3 de septiembre | St. George Dragons | 10 - 2 | Balmain Tigers |  |  |

#### Final preliminar
| 10 de septiembre | Balmain Tigers | 8 - 5 | Manly-Warringah Sea Eagles |  |  |

#### Final
| 18 de septiembre | St. George Dragons | 23 - 4 | Balmain Tigers | Sydney Cricket Ground, Sídney   |  |
|                  |                    |        |                | Asistencia: 61.129 espectadores |  |

| Bandera de Australia       |
| Campeón St. George Dragons |
| Décimo tercer título       |